# Arbanitis elegans
Espèce
Synonymes
- Misgolas elegans (Rainbow & Pulleine, 1918)

Arbanitis elegans est une espèce d'araignées mygalomorphes de la famille des Idiopidae.

## Distribution
Cette espèce est endémique de Nouvelle-Galles du Sud en Australie. Elle a été découverte vers Narooma.

## Description
La carapace de la femelle holotype mesure 9,1 mm de long sur 7,4 mm et l'abdomen 10,5 mm de long sur 9,4 mm.

## Publication originale
- Rainbow & Pulleine, 1918 : Australian trap-door spiders. Records of the Australian Museum, vol. 12, p. 81-169 (texte intégral).